# Josef Koudelka

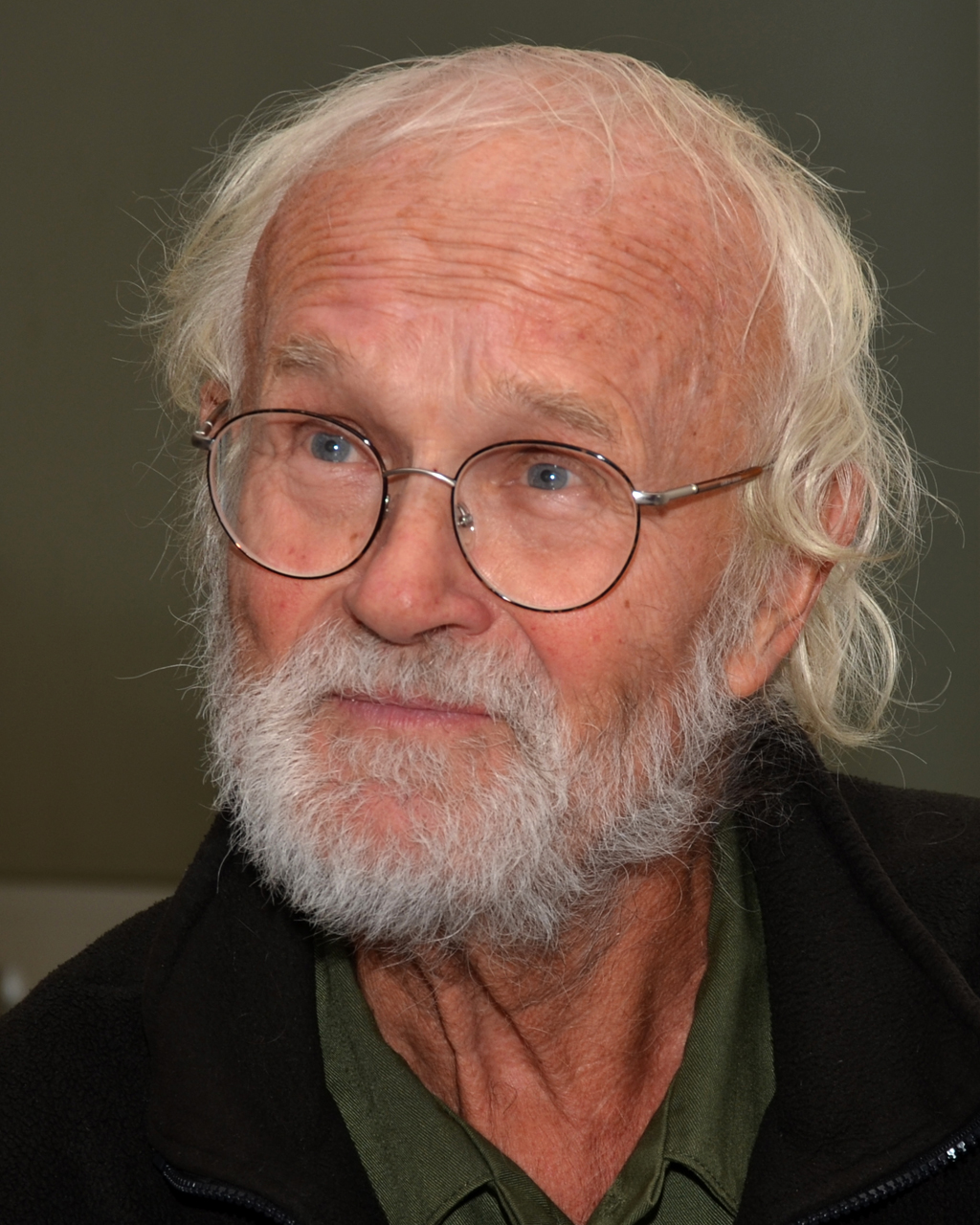
2014-ben

Josef Koudelka (Boskovice, 1938. január 10. –) cseh fotóművész.
Műszaki egyetemi tanulmányai idején kezdett fényképezni. Színházi fotográfus lett, ugyanakkor Szlovákia, Románia, és a Balkán cigánytelepeit fotózta.
Az 1968-as csehszlovákiai invázióról készült képeit neve feltüntetése nélkül publikálta a világsajtó. 1970-ben Angliába emigrált. 1980 óta Franciaországban él. A Magnum képügynökség munkatársa. Felvételeit a legjelentősebb világlapok közlik. Életmű- kiállítása volt többek között a New York-i Museum of Modern Art-ban (1975).
Sokat köszönhetek a cigányoknak..., mert megismerhettem, fotózhattam fantasztikus világukat, nyilván sokat köszönhetek azoknak a képeknek is, amelyek a szovjet inváziót örökítették meg, ...lehet, hogy a legtöbbet a vadepernek köszönhetek. Az első fényképezőgépemet ugyanis abból a pénzből vettem meg, amit tízegynéhány évesen az út mentén gyűjtött vadeperért kaptam.

## Díjaiból
- Award by Union of Czechoslovakian Artists (1967)
- Robert Capa Gold Medal (1969)
- British Arts Council Grant to cover Kendal and Southend (1972)
- British Arts Council Grant to cover Gypsy life in Britain (1973)
- Prix Nadar (1978)
- Grand Prix de-la-Photographie (1989)
- Cartier-Bresson-díj (1991)
- Hasselblad-díj (Erna and Victor Hasselblad Foundation, 1992)